# TSG Neustrelitz
TSG Neustrelitz is een Duitse voetbalclub uit Neustrelitz, Mecklenburg-Voor-Pommeren.

## Geschiedenis
De club is de officieuze opvolger van Viktoria Corso Neustrelitz, een club die in 1931 ontstond door een fusie van Viktoria Neustrelitz en Techniker FC Corso Strelitz. Na de Tweede Wereldoorlog werden alle Duitse clubs ontbonden, waaronder ook Viktoria Corso.
Er werden nieuwe clubs opgericht die meestal de naam SG (Sportgemeinschaft) meekregen. Na de invoering van het BSG-systeem werd BSG Konsum Neustrelitz opgericht. In 1951 werd de naam BSG Empor. De club ging vanaf 1952 in de nieuwe derde klasse spelen, de Bezirksliga Neubrandenburg. De club eindigde meestal in de middenmoot en werd in 1958 kampioen van de inmiddels vierde klasse en promoveerde zo naar de II. DDR-Liga. Na één seizoen degradeerde de club weer. Na de afschaffing van de II. DDR-Liga in 1963 werd de Bezirksliga weer de derde klasse. In 1964 promoveerde de club naar de DDR-Liga, maar moest na één seizoen weer degraderen. De club speelde tot 1976 in deze klasse, sinds 1971 onder de naam BSG MR. In 1976 werd de naam BSG TSG Neustrelitz aangenomen en de club speelde opnieuw één seizoen in de DDR-Liga. Hierna werd de naam gewoon TSG Neustrelitz.
Na een nieuwe promotie in 1978 kon de club voor het eerst het behoud verzekeren in de DDR-Liga, maar moest na twee seizoenen opnieuw een stap terugzetten. De rest van het DDR-tijdperk speelde de club in de Bezirksliga.
In 1991 werd de club ingedeeld in de nieuwe Verbandsliga Mecklenburg-Vorpommeren, de vierde klasse van het herenigde Duitsland. Vanaf 1994 was het de vijfde klasse. Na degradatie in 1995 werd de club twee keer op rij kampioen en stootte zo door naar de NOFV-Oberliga Nord. Na drie seizoenen degradeerde TSG en in 2002 promoveerde de club weer. Na een aantal plaatsen in de lagere middenmoot. In 2009 en 2010 eindigde Neustrelitz in de subtop. In 2012 werd de club vierde en promoveerde door een competitie-uitbreiding. De club werd in het seizoen 2013/2014 kampioen van de Regionalliga Nordost, maar kwam in de noodzakelijke play-off wedstrijden tekort voor promotie naar het 3e niveau. In 2017 werd de club laatste, maar werd gered van degradatie doordat twee teams zich vrijwillig terugtrokken uit de competitie. Dit was echter uitstel van executie, het volgende seizoen degradeerde de club wel.

## Seizoensoverzicht

### 1952-1990
| Jaren      | Liga                       | Klasse | Naam                     |
| 1952–-1958 | Bezirksliga Neubrandenburg | 3./4.  | BSG Empor                |
| 1959       | II. DDR-Liga               | 3.     | BSG Empor                |
| 1964/65    | DDR-Liga                   | 2.     | BSG Empor                |
| 1965–-1971 | Bezirksliga Neubrandenburg | 3.     | BSG Empor                |
| 1971–-1976 | Bezirksliga Neubrandenburg | 3.     | BSG Maschinelles Rechnen |
| 1976/77    | DDR-Liga                   | 2.     | BSG TSG Neustrelitz      |
| 1977/78    | Bezirksliga Neubrandenburg | 3.     | TSG Neustrelitz          |
| 1978–-1980 | DDR-Liga                   | 2.     | TSG Neustrelitz          |
| 1980/81    | Bezirksliga Neubrandenburg | 3.     | TSG Neustrelitz          |
| 1981/82    | DDR-Liga                   | 2.     | TSG Neustrelitz          |
| 1982–-1990 | Bezirksliga Neubrandenburg | 3.     | TSG Neustrelitz          |

### 1991-heden
| Seizoen | Liga                                  | Plaats | Doelsaldo | Punten |
| 1991/92 | Verbandsliga Mecklenburg-Vorpommern   | 3.     | 59:33     | 38:22  |
| 1992/93 | Verbandsliga Mecklenburg-Vorpommern   | 10.    | 52:62     | 31:33  |
| 1993/94 | Verbandsliga Mecklenburg-Vorpommern   | 13.    | 49:56     | 24:36  |
| 1994/95 | Verbandsliga Mecklenburg-Vorpommern   | 14.    | 42:68     | 20:40  |
| 1995/96 | Landesliga Mecklenburg-Vorpommern Ost | 1.     | 79:8      | 74     |
| 1996/97 | Verbandsliga Mecklenburg-Vorpommern   | 1.     | 103:28    | 75     |
| 1997/98 | Oberliga Nordost Nord                 | 11.    | 44:62     | 34     |
| 1998/99 | Oberliga Nordost Nord                 | 14.    | 37:62     | 31     |
| 1999/00 | Oberliga Nordost Nord                 | 16.    | 28:80     | 13     |
| 2000/01 | Verbandsliga Mecklenburg-Vorpommern   | 3.     | 80:38     | 60     |
| 2001/02 | Verbandsliga Mecklenburg-Vorpommern   | 1.     | 77:24     | 72     |
| 2002/03 | Oberliga Nordost Nord                 | 13.    | 44:67     | 42     |
| 2003/04 | Oberliga Nordost Nord                 | 10.    | 41:50     | 43     |
| 2004/05 | Oberliga Nordost Nord                 | 13.    | 30:51     | 32     |
| 2005/06 | Oberliga Nordost Nord                 | 14.    | 34:52     | 30     |
| 2006/07 | Oberliga Nordost Nord                 | 13.    | 25:30     | 33     |
| 2007/08 | Oberliga Nordost Nord                 | 10.    | 40:47     | 30     |
| 2008/09 | Oberliga Nordost Nord                 | 4.     | 51:43     | 46     |
| 2009/10 | Oberliga Nordost Nord                 | 6.     | 70:38     | 52     |